# Серебряный, Иосиф Александрович
Иосиф Александрович Серебряный (25 апреля 1907, Городня, Черниговская губерния — 12 августа 1979, Ленинград) — русский советский живописец, мастер ленинградского соцреализма, педагог. Член-корреспондент АХ СССР (1947). Народный художник СССР (1977).

## Биография
Иосиф Серебряный родился 12 (25) апреля 1907 года в Городне (ныне в Черниговском районе Черниговской области).
Учился в Полтаве в студии М. М. Гужавина (1922—1924), в Ленинградском художественно-педагогическом техникуме (ныне Санкт-Петербургское художественное училище имени Н. К. Рериха) (1924—1927) у А. А. Рылова. В 1927 году поступил на факультет живописи ВХУТЕИНа в Ленинграде. Занимался у В. Савинского, А. Рылова, М. Бобышова, В. Беляева. В 1931 году окончил театрально-декорационное отделение Института пролетарского изобразительного искусства (ныне Институт живописи, скульптуры и архитектуры имени И. Е. Репина) с присвоением звания художника-декоратора театра.
Участник выставок с 1925 года. После окончания института в 1931—1934 работал как художник-оформитель и театральный художник. В 1935—1941 годах писал картины преимущественно в историко-революционном жанре. В годы войны и блокады оставался в Ленинграде. Входил в созданную в Ленинграде бригаду плакатистов, работавших всю блокаду по заданиям Политуправления Ленинградского фронта. Плакаты художника стали широко известны: «Бей крепче, сынок!», «Будь бдительным!», «Враг у ворот!», «Русский народ никогда не будет стоять на коленях», «А ну-ка, взяли!..». В 1942 году был командирован в партизанский отряд. Пишет серию портретов партизан. Из этой работы родился замысел группового портрета партизан-лесгафтовцев. В 1943 году совместно с художниками В. Серовым и А. Казанцевым написал большую картину «Прорыв блокады 18 января 1943 года», а также продолжил работать над начатым перед войной полотном «На Пятом (Лондонском) съезде РСДРП».
В 1948 году началась его педагогическая работа в Ленинградском институте живописи, скульптуры и архитектуры имени И. Е. Репина, продолжавшаяся до 1979 года (с перерывом в 1951—1954 годах). Профессор (с 1949 года), руководитель персональной мастерской.
Автор картин «Партизаны-лесгафтовцы. После боевой операции» (1942), «Партизан В. Тимачёв» (1943), «На Пятом (Лондонском) съезде РСДРП» (1947), «Ленин и Сталин обсуждают план вооружённого восстания 6 октября 1917 года» (1950), «В Ленинградской филармонии. 1942 год» (1959), «Портрет Ф. Безуглова, плавильщика завода „Красный Выборжец“» (1960), «Портрет композитора Д. Шостаковича» (1964), «Святослав Рихтер» (1972) и др.
С 1947 года — член-корреспондент Академии художеств СССР. Член Союза художников СССР, Ленинградского Союза художников. Избирался председателем правления Ленинградского Союза художников (1954—1957).
Его произведения находятся в Государственном Русском музее, Государственной Третьяковской галерее, в музеях и частных собраниях в России, в Украине, во Франции, Великобритании, Италии и других странах.
Скончался 12 августа 1979 году в Ленинграде. Похоронен на Серафимовском кладбище.

## Звания и награды
- Заслуженный деятель искусств РСФСР (1956)
- Народный художник РСФСР (1965)
- Народный художник СССР (1977)
- Серебряная медаль АХ СССР (1966) — за портрет Д. Шостаковича[13] (1964)

## Ученики
- Авакян, Роберт Петросович
- Бабиков, Станислав Геннадьевич, участник группы Семёрка (творческое объединение)
- Клычев, Иззат Назарович

## Выставки
- 1958 год (Москва): Выставка "200 лет Академии художеств СССР". Среди экспонентов - Анатолий Васильев, Игорь Веселкин, Александр Герасимов, Александр Дейнека, Борис Иогансон, Евсей Моисеенко, Андрей Мыльников, Юрий Непринцев, Виктор Орешников, Лия Острова, Глеб Савинов, Владимир Саксон, Иосифа Серебряного, Владимир Серов, Михаил Труфанов и другие художники.
- 1960 год (Ленинград): Выставка произведений ленинградских художников.
- 1960 год (Москва): Советская Россия. Республиканская художественная выставка.
- 1964 год (Ленинград): Ленинград. Зональная выставка.
- 1965 год (Москва): Советская Россия. Вторая Республиканская художественная выставка.
- 1984 год (Ленинград): Подвигу Ленинграда посвящается. Выставка произведений ленинградских художников, посвящённая 40-летию полного освобождения Ленинграда от вражеской блокады.
- 2006 (Петербург): Время перемен. Искусство 1960-1985 в Советском Союзе.